# Daniel Quare
L'horloger, quaker et inventeur anglais Daniel Quare (1649 – 1724), fut le premier à adapter en 1686 l'aiguille des minutes au centre du cadran, afin d'entraîner les aiguilles des heures et des minutes superposées selon un même axe. Il créa ainsi le cadran actuel des montres et horloges, qui sera modifié plus tard par l'ajout de l'aiguille des secondes. 
Né dans le Somerset, il intègre en 1671 la Clockmaker Company, qui regroupe les principaux horlogers de Londres, et épouse en 1676, Mary Stevens. Dès 1680, il se distingue par l'invention d'un mécanisme de répétition (heures et quarts) pour montres, ce qui lui permet de figurer parmi les premiers fabricants de montres à répétition. En 1686, soutenu par la Clockmaker Company, il s'oppose à Edward Barlow (en) qui tente de breveter son dispositif et gagne en justice en 1687.
Dès 1683, il se heurte à la police de Charles II qui lui réclame des royalties. Le 2 mai 1695, il obtient une entrevue pour lui et quatre de ses amis avec le roi Guillaume III d'Orange, après avoir présenté avec 19 autres quakers, une pétition en février 1695 devant le parlement britannique.